# 库里肖夫效应
库里肖夫效应（英語：Kuleshov effect），也译作庫勒修效應，是电影编辑实践中关于蒙太奇的一种理论，是由当时19岁的蘇聯電影導演列夫·库里肖夫在20世纪10年代至20年代间通过库里肖夫实验得出的结论。
该效应是影视镜头语言的基礎理论，也是對愛森斯坦蒙太奇理论的證明，构成苏联蒙太奇学派的理论基础。

## 库里肖夫实验
库里肖夫将无任何表情的男性（演员伊万·莫兹尤辛）面部画面，分别剪辑接上一盆汤、一口棺材和一位小女孩的画面，观众却对这四组画面产生了不同的情感认同，认为男性的“表情”具有不同的情绪性：接上汤时他是“饥渴”的，接上棺材时他是“悲伤”的，接上小女孩时他是“愉悦、怜爱”的。

## 库里肖夫效应
库里肖夫认为，实验证明这是镜头剪辑语言所带来的表演效果，电影情绪不仅仅从单个镜头的内容来反映，而是通过多个画面之间的组合连接来暗示表达的。这一發現是對影视蒙太奇理论的證明和實踐，後來被長期應用於蘇聯蒙太奇電影學派影視劇鏡頭語言的創作。